# Акинфовы
Аки́нфовы (Акинфеевы, Акинфиевы, Акинфиивы, Акинфеовы, Окинфеевы, Окинфовы) — два древних русских дворянских рода.

## История рода
1. Родоначальником первого рода, являющегося одной из ветвей рода Ратшичей, — Акинф Гаврилович Великий († 1304), традиционно считающийся сыном новгородского боярина Гаврилы Алексича, служившего Александру Ярославичу Невскому. Акинф, в свою очередь, был боярином сына Александра Невского, князя Андрея Александровича Городецкого, после смерти которого перешёл на службу к князю Михаилу Ярославичу Тверскому. Его сыновья, Иван и Фёдор перешли на службу к великому князю Ивану I Даниловичу Калите (1330-е). Михаил Иванович сын Окинфова погиб в битве с Мамаем на Куликовом поле (1380)[1]. В конце XIV века род раздробился на несколько московских боярских родов: Челядиных, Хромых-Давыдовых, Бутурлиных, Свибловых, Каменских, Курицыных, Замыцких, Застолбских, Слизневых, Жулебиных, Чоботовых, Чулковых. Тимофей Барсанов и его брат Степан пожалованы Иваном Грозным поместьями в Московском уезде (1550)[2].
2. Второй род, который, в отличие от первого, обладал гербом (Общий Гербовник, VIII, 22), также раньше известный как Окинфовы и Окинфиевы, ведёт начало от некоего Акинфа, выехавшего из Золотой Орды. Акинфовы в XVI и XVII веках служили воеводами, думными дворянами. Семеро представителей рода упомянуты в Тысячной книге (1550). Никита Иванович, стольник (1658), думный дворянин (1680), наместник в Юрьеве-Польском (1689), окольничий (1689—1692). От Никиты Ивановича и происходят нынешние дворяне Акинфовы[3]. Род угас по кончине тайного советника Владимира Николаевича Акинфова, который обратился (31 января 1901) с прошением на имя императора Николая II, в котором он оставаясь последним представителем мужского пола древней фамилии Акинфовы и желая её сохранить, просил разрешить принять её сыновьям своей дочери — в замужестве маркизы Екатерины Владимировны Альбицци. Правительствующий сенат, рассмотрев дело, передал его на рассмотрение Государю, который согласился со мнением Сената и повелел второму сыну маркиза Теодора (Фёдора Александровича) делли Альбицци присоединить к своей фамилии — фамилию Акинфов и именоваться Альбицци-Акинфов (1902)[4].

## Описание герба
Щит разделён на четыре части, из коих в первой в голубом поле крестообразно положены две серебряные стрелы, во второй в красном поле серебряный меч, остроконечиями обращённые к нижним углам. В третьей в чёрном поле серебряный щит. В четвёртой части, в голубом поле, согбенная в латах рука держит серебряную булаву, проходящую перпендикулярно через натянутый лук, означенный посредине щита на золотой полосе.
Щит увенчан дворянским шлемом и короной, на которой находится пеликан с распростёртыми крыльями, питающий своей кровью трёх птенцов. Намёт на щите красный и голубой, подложенный золотом. Герб рода Акинфовых внесён в Часть 8 Общего гербовника дворянских родов Всероссийской империи, стр. 22.

## Известные представители
- Акинфов Елизарий Григорьевич — отразил набег шведов (1592).
- Акинфов Архип Фёдорович — второй письменный голова в Таре (1601), московский дворянин (1627—1636), воевода в Красноярске (1629—1631).
- Акинфов Фёдор Петрович — приказной, ранен при защите Троице-Сергиевой лавре от поляков (1608)[2], воевода в Перми (1608—1610).
- Акинфовы Павел Иванович и (Андреевич) — воеводы в Пустозерском остроге (1619).
- Акинфов Роман Фёдорович — патриарший стольник (1627), стольник (1629), московский дворянин (1636—1640).
- Акинфов Козьма Юрьевич — патриарший стольник (1627—1629), московский дворянин (1640).
- Акинфов Афанасий Григорьевич — патриарший стольник (1627), стольник (1629—1640).
- Акинфов Данила Моисеевич — патриарший стольник (1627—1629).
- Акинфов Андрей Павлович — патриарший стольник (1625), стольник (1629), московский дворянин (1636—1668), походный московский дворянин царицы Натальи Кирилловны (1676—1677).
- Акинфов Леонтий Андреевич — московский дворянин (1627—1658).
- Акинфов, Калистрат Петрович — дьяк, воевода в Короче (1640—1641), Казани (1641—1643), Астрахани (1646—1649).
- Акинфов Иван Павлович — стряпчий (1640), стольник (1658—1668), воевода.
- Акинфов, Иван Павлович — воевода в Якутске (1651—1652), Енисейске (1655—1656), Тамбове (1664—1665), Казани (1673—1674), московский дворянин (1671—1677).
- Акинфов, Иван Фёдорович — московский дворянин (1627—1668), воевода в Царицыне (1651), Астрахани (1657), Пскове (1663), († 1678).
- Акинфов Андрей Павлович — воевода в Тобольске (1670)[5].
- Акинфов Григорий Никитич — стольник царицы Натальи Кирилловны (1676), комнатный стольник царя Ивана Алексеевича (1676—1692).
- Акинфов Канбар Никитич — стольник царицы Прасковьи Фёдоровны (1686—1692)[6].